# Université technique (Cluj-Napoca)
Pour les articles homonymes, voir Université technique.
L'Université technique est une université publique de Cluj-Napoca, Transylvanie, Roumanie, fondée en 1948.

## Histoire
En 1947, le Ministère de l'Éducation Nationale fonda la Polytechnique de Cluj sur les bases de plusieurs écoles de techniciens. Au départ, la nouvelle école avait trois facultés : génie civil, électromécanique et sylviculture. En 1948 vit le jour l' Institut de mécanique de Cluj, comprenant deux filières : thermotechnique et machines-outillages. En 1953 les deux établissements ont fusionné pour former l' Institut polytechnique de Cluj, qui continua à se développer. En 1992 l' Institutul Politehnic prit le nom d' Universitatea Tehnică din Cluj-Napoca.

## L'Université aujourd'hui

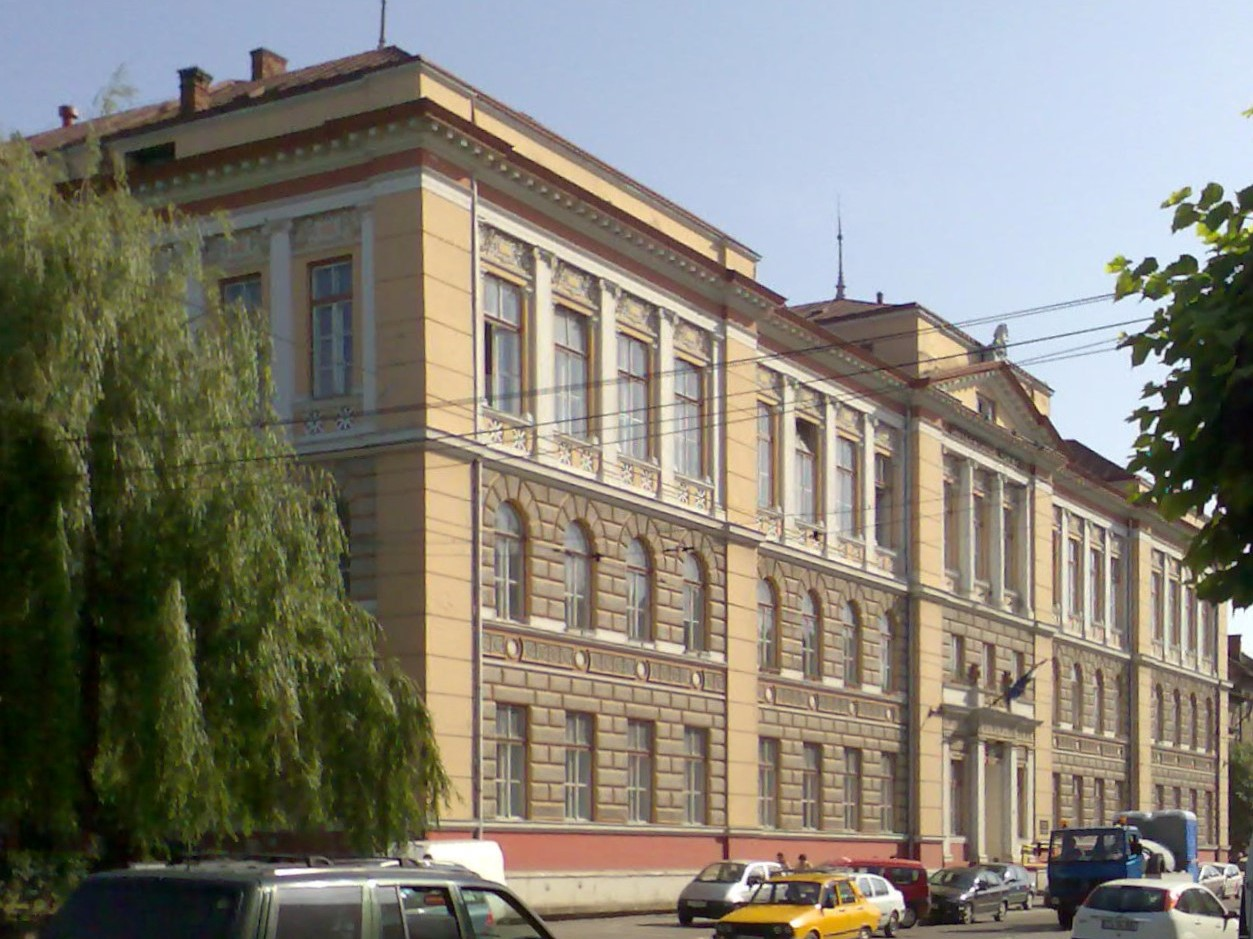
Bâtiment de la Faculté de génie civil

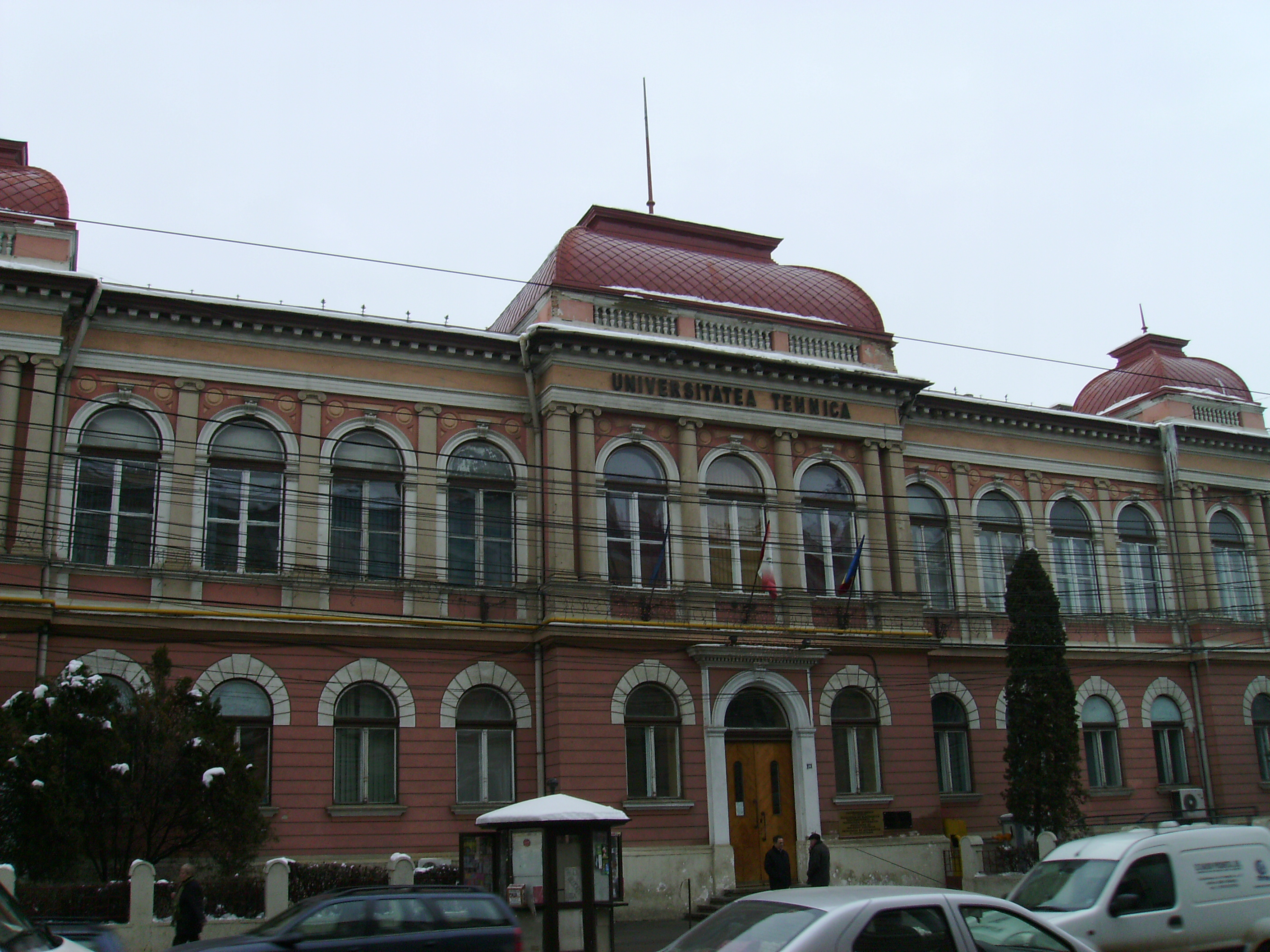
Bâtiment de l'Université Technique

L'université Technique de Cluj-Napoca regroupait en 2008-2009 plus de 12 000 étudiants répartis en plusieurs facultés.
L'université Technique dispose aussi de :
- 650 personnels enseignants-chercheurs
- 14 bâtiments avec une surface totale de 174 000 m² ; 53 000 m² d'espace fonctionnel dans les corps de 30 autres bâtiments. Le patrimoine se partage de la façon suivante : 
  - 60 salles de cours
  - 80 salles de séminaires
  - 406 laboratoires
  - une bibliothèque disposant d'un espace de plus de 3 000 m² (dont 31 salles de lecture) et d'un fonds de livres de plus de 879 000 volumes[2].
  - 8 espaces de travail didactique
  - 300 bureaux pour le personnel
  - 1 résidence universitaire comprenant 7 bâtiments avec une capacité totale de 4 000 places
  - 2 cantines avec une capacité totale de 900 places
  - 7 salles de sport
  - 2 bassins de natation
- une maison d'édition (Editura UT Press), une typographie et une librairie

### La Direction
- Recteur : prof. dr. ing. Radu Munteanu
- Chancelier : prof. dr. ing. Daniela Manea
- Directeur général administratif : ing. Horia Ardeleanu
- Secrétaire général : ing. Lia Chiorean

### Relations internationales

#### Affiliations
- EUA (Association des universités européennes)
- AUDEM (Alliance of Universities for Democracy)[3]
- BSUN (Black Sea Universities Network)[4]
- AUF (Agence universitaire de la Francophonie)

#### Projets en collaboration
L'université Technique de Cluj-Napoca a démarré un certain nombre de projets éducationnels et de recherche en collaboration avec les établissements suivants : Friedrich-Alexander-Universität Erlangen-Nürnberg ; University of Professional Education Windesheim ; Foras Aiseanna Saothair ; Budapesti Muszaki es Gazdas gtudomanyi Egyetem ; Université de Poitiers ; Salzsburg University of Applied Sciences ; Overpar Solutions, Liechtenstein ; Southern Connecticut State University ; ETHZ ; HAMK University of Applied Sciences ; École Nationale des Ponts et Chaussées ; Université Pierre-Mendez, Grenoble ; Université de Technologie de Compiègne ; École Supérieure des Sciences et Technologies de l'Ingénieur de Nancy ; Fraunhofer-Institut für Produktionstechnik und Automatisierung IPA, Stuttgart ; Universität Stuttgart ; Institut für Mechatronik und Systemdynamik, Duisburg ; Universität Ulm ; Vrije Universiteit Brussel ; Universiteit Gent ; Unimatica SpA ; École Nationale Superieure d'Arts et Metiers de Metz ; Corvinus University of Budapest ; Zesium mobile GMBH, München ; Institute of Virtual Manufacturing, ETH Zürich ; Université de Nice - Sophia Antipolis ; Institut für Werkzeugmaschinen und Fertigungstechnik, Technische Universität Braunschweig ; École Polytechnique Fédérale de Lausanne, Laboratory of Nanophotonics and Metrology STI-NAM Station 11, ELG 238 ; Technical University of Sofia ; University of Trieste ; University of Cambridge ; University of Ottawa ; ISTIA, école d'ingénieurs de l'Université d'Angers en Génie des Systèmes Industriels,.
L' Université technique de Cluj-Napoca est un des huit porteurs de l’initiative Université de technologie européenne, EUt+, au côté de l'Université technique de Sofia (Bulgarie), l'Université de technologie de Chypre (Chypre), l'Université de sciences appliquées, Hochschule Darmstadt (Allemagne), l'Université technologique de Dublin (Irlande), l'Université technique de Riga (Lettonie), l’Université de technologie de Troyes (France) et l'Université polytechnique de Carthagène (Espagne). L’Université de technologie européenne, EUt+ est née de l’alliance de huit partenaires européens partageant la vision "Think Human First" pour une technologie centrée sur l’humain et l'ambition de créer à terme une institution originale et fédérative.
A travers l’EUt+, les partenaires s’engagent à créer un avenir durable pour les étudiant·e·s et apprenant·e·s des pays européens, les collaboratrice·teur·s de chacun des établissements et pour les territoires qui accueillent chaque campus.

#### Étudiants étrangers
Tous les citoyens de l'UE, de l'EEE et de la Confédération Suisse peuvent s'inscrire à l'université Technique de Cluj-Napoca dans les mêmes conditions d'admission que les citoyens roumains. Quant aux candidats non UE, les consignes sont différentes.

#### Projets Francophones
- projets de l'AUF[10]
- projets de l'AUF BECO[11]
- actions francofones à l'UT Cluj[12]
- master en français à l'UT Cluj[13]
- collège doctoral en français[14]

## Les Composantes de l'université Technique de Cluj-Napoca
L'Université Technique englobe neuf facultés (UFR) à Cluj-Napoca : Faculté d'Architecture et d'Urbanisme ; Faculté d'Automatique et d'Informatique ; Facultaté de Génie Civil ; Faculté de Constructions de Machines ; Faculté d'Électronique, de Télécommunications et de la Technologie de l'Information ; Faculté d'Ingénierie Électrique ; Faculté d'Installations ; Faculté de Génie Mécanique ; Faculté de Science et de l'Ingénierie des Matériaux. En outre, elle a des antennes dans quatre autres villes transylvaines :TCHEMY COLVIN
Antenne d'Alba Iulia
- Faculté de Constructions de Machines
  - Ingénierie industrielle
  - Industrie et management industriel
- Faculté de Science et de l'Ingénierie des Matériaux
  - Ingénierie des matériaux

Antenne de Bistrița
- Faculté de Constructions de Machines
  - Ingénierie industrielle
  - Industrie et management industriel

Antenne de Satu Mare
- Faculté d'Automatique et d'Informatique
  - Ingénierie des systèmes automatisés
- Faculté de Constructions de Machines
  - Ingénierie industrielle
  - Industrie et management industriel

Antenne de Zalău
- Faculté de Constructions de Machines
  - Ingénierie industrielle
- Faculté de Science et de l'Ingénierie des Matériaux
  - Ingénierie des matériaux

## L'Offre de formation de l'Université Technique de Cluj-Napoca
Chacune des facultés de l'UT de Cluj-Napoca propose une ou plusieurs filières. Dans la plupart des cas, la langue d'enseignement est le roumain. Cependant, dans le cas de certaines spécialisations, la langue d'enseignement est l'anglais ou l'allemand.

### Licence
La période d'études est de quatre ans, sauf pour les études d'architecture qui durent six ans. 
- Faculté d'Architecture et d'Urbanisme 
  - Architecture
- Faculté d'Automatique et d'Informatique 
  - Automation et informatique appliquée
  - Computer science
  - Automation et informatique appliquée (en anglais)
  - Computer science (en anglais)
  - Technologies de l'information
- Faculté de Génie Civil 
  - Constructions civiles, industrielles et agricoles
  - Travaux publics - voies ferrées, routes et ponts
  - Génie civil (en anglais)
  - Constructions hydrauliques
  - Génie urbain et développement local
  - Géomètre-expert
  - Génie civil et économie de la construction
- Faculté de Constructions de Machines 
  - Technologie de la construction des machines
  - Technologie de la construction des machines (en allemand)
  - Machines et systèmes de production
  - Ingénierie et économie industrielle
  - Ingénierie et économie industrielle (en anglais)
  - Robotique
  - Robotique (en anglais)
  - Ingénierie mécanique
  - Design industriel
- Faculté d'Électronique, de Télécommunications et de la Technologie de l'Information 
  - Électronique appliquée
  - Électronique appliquée (en anglais)
  - Technologies et systèmes de télécommunications
  - Technologies et systèmes de télécommunications (en anglais)
  - Ingénierie économique en électronique et en télécommunications
- Faculté d'Ingénierie Électrique 
  - Électrotechnique
  - Instrumentation et acquisition de données
  - Électronique de puissance
  - Électromécanique
  - Management de l'énergie
  - Ingénierie médicale
- Faculté d'Installations 
  - Ingénierie des installations
- Faculté de Génie Mécanique 
  - Véhicules routiers
  - Machines et installations pour l'agriculture et l'industrie alimentaire
  - Systèmes et équipements thermiques
  - Mécanique fine et nanotechnologies
  - Mécatronique
- Faculté de Science et de l'Ingénierie des Matériaux
  - Science des Matériaux
  - Ingénierie du traitements des matériaux
  - Ingénierie et protection de l'environnement en industrie

### Master
La durée des études de master varie en fonction de la spécialisation choisie de 1 à 2 ans.
- Faculté d'Architecture et d'Urbanisme 
  - Restauration architecturale
  - Urbanisme et administration publique locale
- Faculté d'Automatique et d'Informatique 
  - Techniques modernes de contrôle automatique
  - La nouvelle génération d'ordinateurs
  - Systèmes informationnels
  - Programmation informatique
  - Académie Régionale CISCO
  - Académie Régionale Microsoft
- Faculté de Génie Civil et Faculté d'Installations 
  - Management de la réhabilitation des voies de communication
  - Réhabilitation structurale et hygrothermie des constructions
  - Management énergétique des bâtiments d'habitation
  - Structures spéciales pour les constructions et conception assistée par ordinateur
  - Management et technologies performantes en bâtiment
  - Management des ressources en eau
- Faculté de Constructions de Machines 
  - Conception assistée des technologies modernes
  - Technologies de fabrication des pièces en matériaux plastiques et composites
- Faculté d'Électronique, de Télécommunications et de la Technologie de l'Information 
  - Techniques de conception des circuits électroniques complexes
  - Compatibilité électromagnétique dans les systèmes et les appareils électroniques
  - Techniques modernes en télécommunications
  - Technologies multimédia
  - Microélectronique et compatibilité électromagnétique
  - Télécommunications et technologies multimédia
- Faculté d'Ingénierie Électrique 
  - CAD – conception assistée par ordinateur
  - Automatisations électriques aux performances énergétiques
  - Énergétique
  - Ingénierie électrique
- Faculté de Génie Mécanique 
  - Conception assistée des machines thermiques à pollution réduite
  - Conception assistée des machines utilisées en agriculture et en industrie alimentaire
  - L'énergie dans les transports et dans les équipements thermiques
  - Logistique du transport routier
  - Ingénierie de la circulation routière
  - Méthodes et moyens avancés dans l'ingénierie et le management de l'assurance de la qualité
- Faculté de Science et de l'Ingénierie des Matériaux 
  - Nouveaux matériaux aux propriétés spéciales
  - Procédés spéciaux dans l'ingénierie du traitement des matériaux
  - Procédés spéciaux dans l'ingénierie de la fabrication des machines et des outillages

### Doctorat
Les intéressés peuvent suivre une formation de troisième cycle dans toutes les filières de l'UT. Afin de pouvoir commencer le troisième cycle, les candidats roumains doivent passer un concours d'admission au doctorat. Pour la rentrée 2009, l'UT met à la disposition des candidats 329 places en troisième cycle.

## Recherche
L'UT de Cluj-Napoca abrite plus d'une soixantaine de groupes et d'équipes de recherche impliquées dans plusieurs types de projets, dont beaucoup sont réalisés en collaboration avec (ou pour) des représentants du monde de l'entreprise (agents industriels et économiques). Le transfert de technologie occupe une place de premier plan dans la stratégie de la recherche effectuée à l'UT.
Sous l'égide de l'UT apparaissent quatre revues scientifiques.

## Vie estudiantine
À part les étudiants amateurs de sport qui profitent des salles de sport de l'université, l'UT se vante aussi avec les performances de ses sportifs professionnels. Les sportifs du Club sportif « POLITEHNICA » ont obtenu des médailles d'or tant au niveau national qu'au niveau international en karaté et en aéromodélisme, alors que les équipes de basket-ball et de polo de l'université jouent un rôle de premier ordre au niveau national.
Le Club culture de l'UT propose aux intéressés des activités telles que la danse (de la danse sportive à la danse folklorique), la musique (il y a un orchestre de chambre ainsi que plusieurs groupes de rock etc.) ou bien le théâtre amateur (la troupe de théâtre « Gaudeamus » de l'UT donne de nombreuses représentations dans la ville et ailleurs).